# Pandam Wildlife Park
Der Pandam Wildlife Park ist ein Naturschutzgebiet auf dem Gebiet der nigerianischen Bundesstaaten Nassarawa und Plateau.

## Lage
Das Schutzgebiet belegt eine Fläche von 197,42 km² im Süden des Bauchiplateaus. Es liegt in einer Höhe von 175 bis 310 Metern über dem Meeresspiegel und wird im Norden und Westen begrenzt vom Dep River, dem Oberlauf des Ankwe, und im Süden und Osten von den Siedlungen Pandam, Namu, Kayarda und Aningo. Das Gelände im Park fällt generell nach Süden hin ab und bildet ein Becken, in dem der Pandam-See liegt. Dieser ist ca. 150 Meter breit und ca. drei Kilometer lang und hat drei Zuflüsse, Kurmi, Dogon und Zurzurfar. Der See ist in der Trockenzeit abflusslos und nur in der Regenzeit mit dem Dep River über dessen ausgedehnte Überflutungsareale verbunden.
Die nächsten Großraumgemeinden sind Shendam, Wase und Pan Quan.

## Entwicklung
Der Pandam Wildlife Park wurde am 30. April 2008 unter dem Titel Pandam and Wase Lakes Wildlife Park in die Liste der Feuchtgebiete von internationaler Bedeutung der Ramsar-Konvention aufgenommen. Ursprünglich wurde das Gebiet 1972 unter dem Titel Dep River Forest Reserve etabliert. Verwaltet wird es vom Ministerium für Land- und Forstwirtschaft des Bundesstaates Nassarawa.
Der Pandam Wildlife Park hat ein großes touristisches Potenzial und gilt als Beispiel für eine sanfte Entwicklung des Tourismus in Nigeria. 2004 konnten über 27.000 Besucher gezählt werden.

## Klima
Das Klima ist tropisch wechselfeucht, mit einer Regenzeit von April bis Oktober und einer Trockenzeit von November bis März. Die mittlere Niederschlagsmenge beträgt ca. 1200 bis 1500 mm im Jahr, wobei die Monate August und September, auf dem Höhepunkt des westafrikanischen Monsuns,  die regenreichsten sind. Die trockenen Monate werden von dem aus der Sahara wehenden Nord-Ost-Passat Harmattan bestimmt. Die durchschnittlichen Tagesmitteltemperaturen rangieren von 25 °C im August bis 35 °C im März.

## Flora
Die Flora im Ramsar-Schutzgebiet wird von einer ausgeprägten Savannenlandschaft des Sudans und im Süden der Guineasavannenzone gekennzeichnet, die durchsetzt sind mit weitständigen Wäldern und sich abwechselt mit Galeriewäldern an den Flussläufen in den Tälern. Im Park wurden insgesamt 152 Arten von Gefäßpflanzen aus 52 Gattungen bzw. Familien registriert. Zu den wichtigsten Baumarten der Savannenzonen gehören die Burkia africana, Dentarium microcarpum, Combretum glutinosum, Isoberlinia doka, Parkia biglobosa, Butyrospermum paradoxon, Daniellia oliveri und Gardenia aqualla. In den Galeriewäldern kommen die Baumarten Afzelia africana, Ceiba pentandra und Raphia sudanica vor.

## Fauna
Von der Säugetierfauna sind Bestände der Pferdeantilope (Hippotragus equinus), des Kaffernbüffels (Syncerus caffer), des Pinselohrschweins (Potamochoerus porcus) und des Wasserbocks (Kobus ellipsiprymnus) bekannt. Im See und seinen Zuflüssen leben unter anderen das Flusspferd (Hippopotamus amphibius), der Afrikanische Manati (Trichechus senegalensis) und das Nilkrokodil (Crocodylus niloticus).
Die Avifauna im Park gilt als sehr artenreich: Insgesamt konnten 219 Vogelarten beobachtet werden. Darunter befinden sich zahlreiche Wasservögel und Zugvögel von der nördlichen Halbkugel, die den Park als Winterquartier nutzen.
Die Fischfauna in den Gewässern zählt 29 Fischarten aus 18 Gattungen. Zu diesen gehören unter anderem verschiedene Tilapienarten, Afrikanischer Knochenzüngler (Heterotis niloticus), Afrikanischer Hochrückensalmler (Citharinus citharus) und kleinere Bestände des Kugelfisches Tetraodon lineatus sowie Labeo senegalensis, Nilbarsche (Lates niloticus) und Zitterwelse (Malapterurus electricus).